# Nofruré
Nofruré (vagy Noferuré; nfr.w-rˁ, „Ré szépsége”) egyiptomi hercegnő a XVIII. dinasztia idején; II. Thotmesz és Hatsepszut lánya.
Nofruré II. Thotmesz uralkodása alatt született. Hatsepszutnak egyetlen gyermeke volt; féltestvére, a későbbi III. Thotmesz apjának egy Iszet nevű mellékfeleségétől vagy ágyasától született. Apja kb. tizenhárom évnyi uralkodás után elhunyt, és Nofruré anyja, Hatsepszut vette át Egyiptom irányítását, először régensként a gyermek III. Thotmesz helyett, majd a 7. évre már teljes jogú fáraóként.
Anyja trónra lépésétől kezdve Nofruré hercegnőhöz képest szokatlanul prominens szerepet töltött be az udvarban. Szinte biztos, hogy már kicsi korától kezdve III. Thotmesz feleségének szánták. Egyes felvetések szerint Hatsepszut azt akarta, hogy Nofruré kövesse a trónon. Ez nem valószínű, de elképzelhető, hogy a hercegnőt úgy nevelték, hogy akár fáraóként is képes legyen uralkodni, ha Thotmesszel valami történne és ő maradna a dinasztia egyetlen leszármazottja. Nevelőjének a kor legmagasabb rangú tisztségviselőit nevezték ki: Jahmesz Pennehbetet, a bátor katonát, aki már több fáraót is szolgált hűségesen; Szeniment, végül a Hatsepszut által nagyra tartott Szenenmutot.

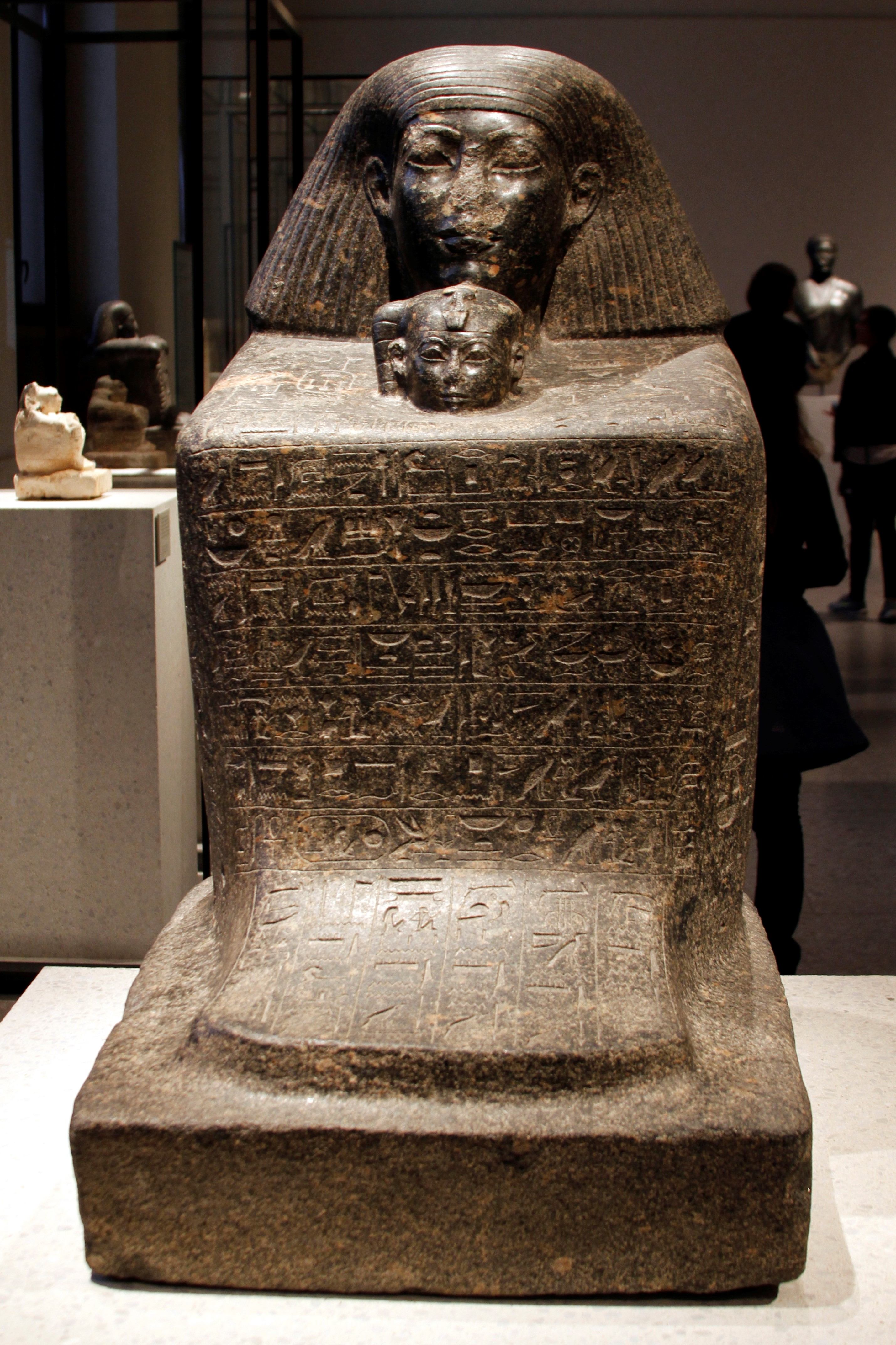
Nofruré nevelője, Szenenmut ölében

A Hatsepszut által Karnakban építtetett ún. Vörös kápolna egyes jeleneteiből úgy tűnik, a fáraónő uralkodása alatt Nofruré viselte „az isten felesége” címet, melyet a dinasztia több királynéja viselt, többek közt Hatsepszut is még királyné korában. Az isten felesége fontos szerepet töltött be a templomi szertartások során. A feltételezések szerint Hatsepszut nem lehetett egy személyben fáraó és isteni hitves, mert nem egyesíthetett egy hagyományosan férfi rangot egy hagyományosan nőivel, ezért a szertartásokon Nofruré töltötte be azt a szerepet, amit általában a királyné.
Nofruré valószínűleg még anyja uralkodása alatt meghalt. Szenenmut első sírjában, melyet a hetedik uralkodási évben építtetett, még említik, a 11. évben pedig ábrázolják egy sztélén Szerabit el-Khadimnál, a 16. évben azonban Szenenmut új sírjában már nem említik. Nem tudni, valaha is összeházasodott-e III. Thotmesszel. Thotmesz második feleségének, Szatiahnak két ábrázolásán is úgy tűnik, eredetileg Nofrurét ábrázolták, és az ő nevét kivésve került a kártusokba Szatiah neve; az egyiken a király feleségeként említik, míg a másikon az isten feleségeként. (Szatiah sehol máshol nem viseli az isten felesége címet.) Egy elmélet szerint Thotmesz egyeduralmának első éveiben még életben volt, és Amenemhat herceg akár az ő fia is lehetett.
Számos helyen ábrázolják: anyja Dejr el-Bahari-i halotti templomában; nevelője, Szenenmut szobrain; sztéléken Karnakban és a Sínai-félszigeten. Egy, a Vádi Kubbet el-Kurudban lévő sír lehet, hogy az ő számára készült.